# 蒙泰卡罗托
蒙泰卡罗托（義大利語：Montecarotto），是意大利安科纳省的一个市镇。总面积24.07平方公里，人口2148人，人口密度89.2人/平方公里（2009年）。ISTAT代码为042026。